# 우희용
우희용은 대한민국의 풋볼 프리스타일 선수이다. 현재 세계프리스타일축구연맹 회장이며 2002년 유럽 축구묘기선수권대회에서 우승했다.
여러 가지 축구 묘기를 선보이는 풋볼 프리스타일 종목에서 세계적인 명성을 얻고 있으며, 같이 나이키 광고를 촬영한 축구스타 호나우지뉴가 사인을 요청하는 사진이 인터넷에 공개되어 많은 화제가 되었다.
어린 시절 서울 구로남초등학교에서 선수로 뛰었으며, 축구 묘기의 선구자인 김용식의 영향을 받았다. 고교 시절에는 축구부 해체와 부상으로 운동을 쉬어야 했으며, 대학에도 입학하지 못했다.
1988년에 서울올림픽 축구 결승전 공연을 시작으로 1989년 6월에 5시간 6분 30초의 기록으로 한국인 최초 헤딩 부문 기네스 기록을 작성하면서 명성을 얻기 시작했다. 1990년 FIFA 월드컵부터 2006년 FIFA 월드컵까지 5번의 월드컵 공연에 참가하였고, T-모바일, DHL 등 세계적인 기업들의 CF에 출연하였다. 한 때 독일 5부 리그에서 뛰기도 하였다.
2006년에 잉글랜드 프리미어리그의 축구팀 풀럼 FC 홍보대사로 위촉되었고, 2007년에 평창 동계 올림픽 유치 홍보대사로 위촉되었다. 대한민국에서는 2008년부터 K3리그 소속 축구팀 서울 유나이티드 FC 홍보대사로 활동하고 있다.
2009년에 인천대교 개통 기념 걷기대회에서 17km의 거리를 4시간 46분 34초 동안 축구공을 떨어뜨리지 않고 헤딩과 리프팅만으로 이동하여 최장거리 헤딩과 리프팅 부문 기네스 기록을 갱신하였다.
2009년 12월부터 서울 유나이티드 FC 유스아카데미 총감독을 맡고 있다.

## 같이 보기
- 프리스타일 축구